# Kozulka (Ukraina)
Kozulka (ukr. Козулька) – wieś na Ukrainie, w obwodzie lwowskim, w rejonie lwowskim (wcześniej w rejonie żółkiewskim). W 2001 r. liczyła 197 mieszkańców.

## Historia
- Pod koniec XIX w. Kozulka była przysiółkiem wsi Krechów[1] a Monaster albo Monaster Krechowski był częścią wsi Krechów ze słynnym Monasterem Krechowskim oo. bazylianów[2] i folwarkiem w powiecie żółkiewskim[3].